# Рене Фернандес
Рене Фернандес (ісп. René Fernández, 30 листопада 1905 — 1956) — болівійський футболіст, що грав на позиції нападника, зокрема, за клуб «Альянса» (Оруро), а також національну збірну Болівії. Помер 1956 року на 51-му році життя.

## Клубна кар'єра
Виступав за команду «Альянса» (Оруро). 

## Виступи за збірну
1930 року дебютував в офіційних матчах у складі національної збірної Болівії. За цей рік провів у її формі ще один матч. 
У складі збірної був учасником чемпіонату світу 1930 року в Уругваї де зіграв проти Югославії (0:4) і Бразилії (0:4).
Подальша кар'єра у складі національної збірної Болівії наразі невідома.